# Atletik under sommer-OL 2016 - 800 meter løb (damer)
Kvindernes 800 meter løb ved sommer-OL 2016fandt sted i perioden 17. august til 20. august på det olympiske stadium.